# Ortskundeprüfung
In der Bundesrepublik Deutschland muss zur Erlangung der Fahrerlaubnis zur Fahrgastbeförderung mit Taxis vor der zuständigen Straßenverkehrsbehörde (Fahrerlaubnisbehörde oder nach Landesrecht bestimmte Stelle) eine Ortskundeprüfung zum Nachweis der Ortskenntnisse abgelegt werden (§ 48 Abs. 4 Nr. 7 Fahrerlaubnis-Verordnung (FeV)). Hierbei wird das Wissen über eine diagnostische Prüfungsform abgefragt. Andere Namen für die Ortskundeprüfung sind Ortskenntnisprüfung, Taxiprüfung und Ortskenntnisnachweis.
Der Bundesrat hat in seiner Sitzung am 7. Juli 2017 der Abschaffung der Ortskundeprüfung für Krankenwagen- und Mietwagenfahrer in Orten mit mehr als 50.000 Einwohnern zugestimmt.
Bisher musste diese Prüfung auch bei Betriebssitzgemeinden mit einer Größe von mehr als 50.000 Einwohnern beim Führerschein zur Fahrgastbeförderung mit Mietwagen oder Krankenwagen abgelegt werden. Stattdessen soll eine so genannte Fachkundeprüfung eingeführt werden.

## Prüfungsinhalt
Die Prüfung wird im Normalfall bei der Kreisverwaltungsbehörde oder dem TÜV abgelegt. Die Kosten für eine Prüfung belaufen sich im Normalfall auf ca. 30 bis 55 € pro Prüfung; die Preise variieren zwischen den Kommunen.
Der Umfang einer solchen Prüfung unterliegt den Regelungen der erteilenden Behörden. Sie erstreckt sich örtlich auf den in der regionalen Taxitarifordnung festgelegten Pflichtfahrbereich, für diesen besteht Beförderungspflicht.
Je nach Größe der Kommunen kann die Prüfung aus einigen mündlich zu beantwortenden Fragen bestehen oder aus einem schriftlichen und mündlichem Teil, basierend auf einem Katalog mit bis zu über tausend Detailinformationen (Straßen, Plätze, Behörden, Polizeiwachen, Krankenhäuser, Altersheime, Friedhöfe, Hotels, Konsulate/Botschaften, innerstädtische Verbindungen etc.; in Berlin z. B. ca. 600 Straßen und Plätze plus ca. 440 so genannte Objekte = Ausgangs- und Zielpunkte)

## Prüfungsablauf
Früher wurde die Ortskundeprüfung nahezu ausschließlich mündlich abgelegt, heutzutage wird die mündliche Prüfung meist durch eine schriftliche Prüfung ergänzt oder gar ersetzt.
In großen Städten bzw. Landkreisen oder Gemeinden gibt es verschiedene Droschkenbezirke; die Prüfung wird dann nur für den jeweiligen Droschkenbezirk gefordert und nicht für die gesamte Stadt/Landkreis. Es gibt allerdings keine einheitliche Regelung innerhalb Deutschlands.

### Ortskundeprüfung Berlin
Der heutige Berliner Prüfungsablauf wird durch eine vorhergehende mündliche Prüfung ergänzt, wobei die mündliche Prüfung, bei der mindestens zwei von drei „Zielfahrten“ konzipiert sowie detailliert und absolut richtig vorgetragen werden müssen, ungleich schwerer sein kann.
Der Fragebogen kann Fragen beinhalten wie
- „Begrenzungen der Straße x? (Längs-, Quer-Straße oder Platz)“
- „Drei abgehende Straßen von Platz x?“
- „Lage von Objekt w in Straße x zwischen den Straßen y und z?“
- „Zwei anliegende Bezirke von Bezirk x?“
- „Ortsteil / Ortslage / Siedlung x liegt in welchem Bezirk?“
- „Wo befindet sich Kirche X/Turnhalle X/Schule X …?“
- „Welche Straßen kreuzen Straße X?“ (Multiple Choice)
- „In welcher Gemeinde befindet sich Straße X?“
- „Welche Gemeinden/Städte/Bezirke befinden sich nördlich/südlich/westlich/östlich von X?“
- „Wie nennen sich die x Ortsteile von Ort X?“
- „Nennen Sie den/die nördlichsten/südlichsten/… Stadtteile/Gemeinden von Ort X.“
- „Nennen Sie mindestens x angrenzende Gemeinden/Städte/…, die an Gemeinde X angrenzen.“

Der Vielfalt der Fragen sind hier fast keine Grenzen gesetzt, z. T. wird sogar nach Einrichtungen wie IHK, BIZ u. ä. gefragt.

### Ortskundeprüfung München
Die Ortskundeprüfung in München umfasst mehrere Teilaufgaben, welche schriftlich abgefragt werden. Hierbei werden den Prüflingen zu den einzelnen Teilgebieten die Straßen und Fahrtziele diktiert.
Prüfungsteile:
- Fragen zur Innenstadt
- Fragen zum Stadtgebiet
- Fragen zur Region
- Tarifgrenzen
- Tariffragen
- Adressen
- Stadtteilstraßen
- Plätze
- Bildvorlagen
- Kürzeste Fahrtstrecke

In den Prüfungsteilen Fragen zur Innenstadt, die Fragen zum Stadtgebiet sowie die Fragen zur Region werden durch den Prüfer Straßen, Fahrtziele und Orte diktiert. Für die Innenstadt werden vier Straßen und vier Fahrtziele, für das Stadtgebiet vier Straßen sowie drei Fahrtziele und für die Region fünf Orte und fünf Fahrtziele vorgegeben. Diese müssen korrekt geschrieben und in den jeweiligen Stadtplan eingezeichnet werden.
Zusätzlich zu den Karteneinzeichnungen umfasst die Prüfung die Abfrage der Tarifzonen. Hierbei wird unterschieden zwischen Tarifgrenzen (Multiple Choice) und den Tariffragen (Eintragung der korrekten Tarife für aufgelistete Beispielfälle).
Für die Teilgebiete Adressen, Stadtteilstraßen & Plätze müssen die jeweiligen Adressen und Zuordnungen angegeben werden.
Zusätzlich werden anhand von Bildvorlagen Sehenswürdigkeiten und Hotels abgefragt.
Die kürzesten Fahrtstrecken (sechs Fahrtstrecken mit Start- und Zielpunkt) müssen anhand eines vorgegebenen Start und Zielpunkte korrekt angegeben werden. Hierbei können alle Straßen, Ortschaften, Fahrziele, Adressen, Plätze und Stadtteile als Start- oder Zielpunkte gefragt werden. Die genaue Auswertung hierbei obliegt dem jeweiligen Prüfer.